# Sidi Allal Tazi
Sidi Allal Tazi (franska: Sidi Allal Tazi (CR), Sidi Allal Tazi (Commune Rurale), arabiska: سيدي عزوز) är en kommun i Marocko.   Den ligger i provinsen Kénitra och regionen Rabat-Salé-Kénitra, i den norra delen av landet, 80 km nordost om huvudstaden Rabat. Antalet invånare är 12 701.